# Ramón Arnaud
Ramón Nonato Arnaud Vignon (31 de agosto de 1879-5 de mayo de 1915) fue un militar mexicano y último gobernador mexicano en la Isla Clipperton.

## Inicios y carrera militar

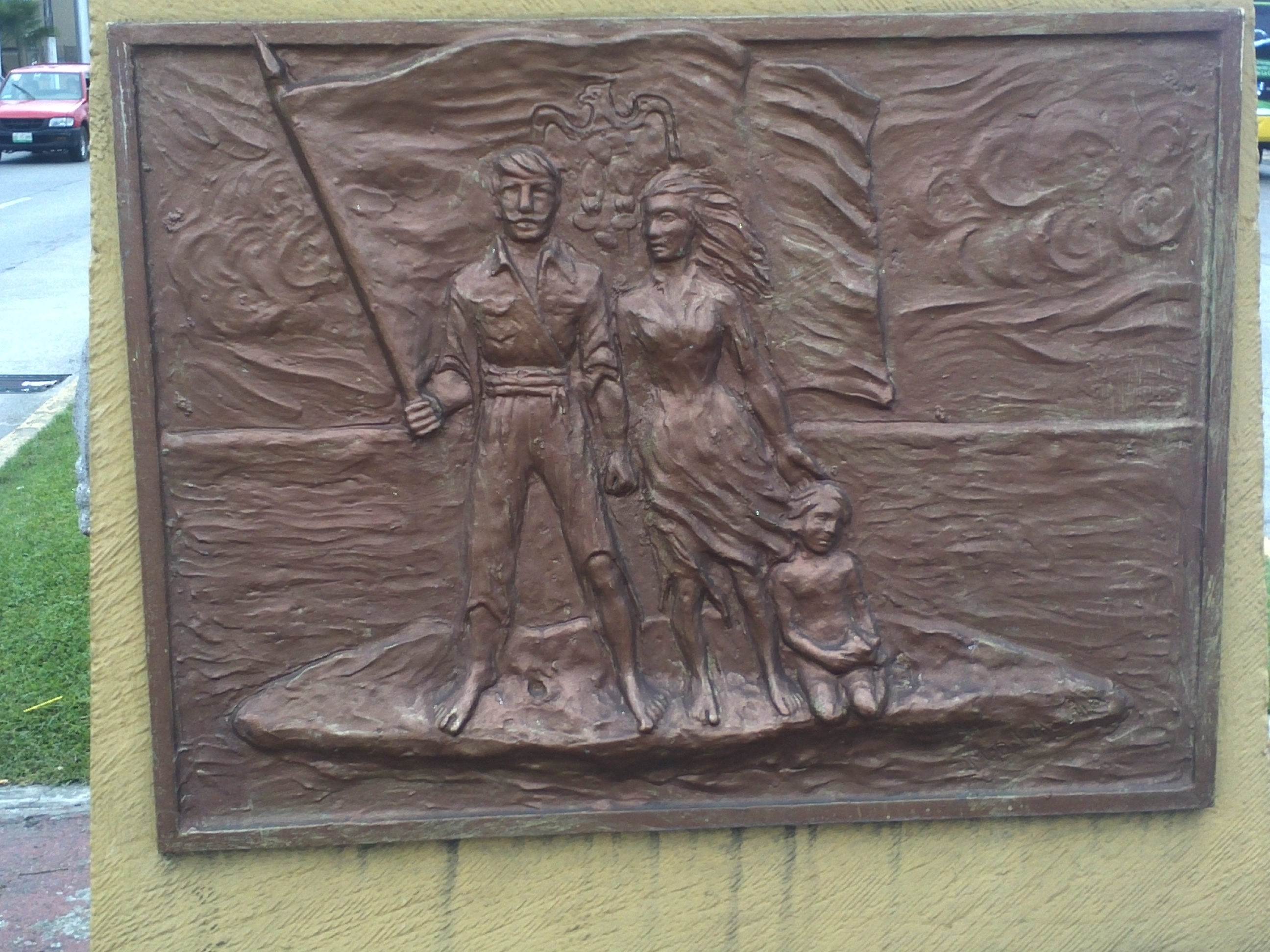
Relieve en el monumento a Ramón Arnaud en la localidad de Orizaba.

Nació en Orizaba, Veracruz, en 1877. Hijo de Ángel Arnaud y Carlota Vignon, ambos de origen francés, radicados en México desde la Segunda Intervención Francesa. Ramón Arnaud cursó la primaria en Orizaba. Influenciado por su amigo el ingeniero Luis Reyes (hermano del escritor Alfonso Reyes Ochoa e hijo del General Bernardo Reyes), decidió ingresar a la Carrera Militar. Sin embargo, por causas ajenas a la voluntad de Arnaud, no pudo ingresar al Heroico Colegio Militar; no obstante, debido a las influencias del General Reyes, ingresó como Sargento 1.º en el VII Regimiento de Caballería. Desertó el 20 de mayo del año en que se dio de alta, por lo que fue aprehendido y enviado a la cárcel de Santiago Tlatelolco por 5 meses y 15 días, además de la destitución de su rango, para ser incorporado como soldado raso al XXIII Batallón de Infantería. Sin embargo, en sólo tres años recuperó su puesto anterior, después de haber sido enviado a combatir la rebelión maya conocida como Guerra de Castas. Poco tiempo después, fue enviado junto al Coronel Abelardo Ávalos a Japón.

## Gobernador de Clipperton

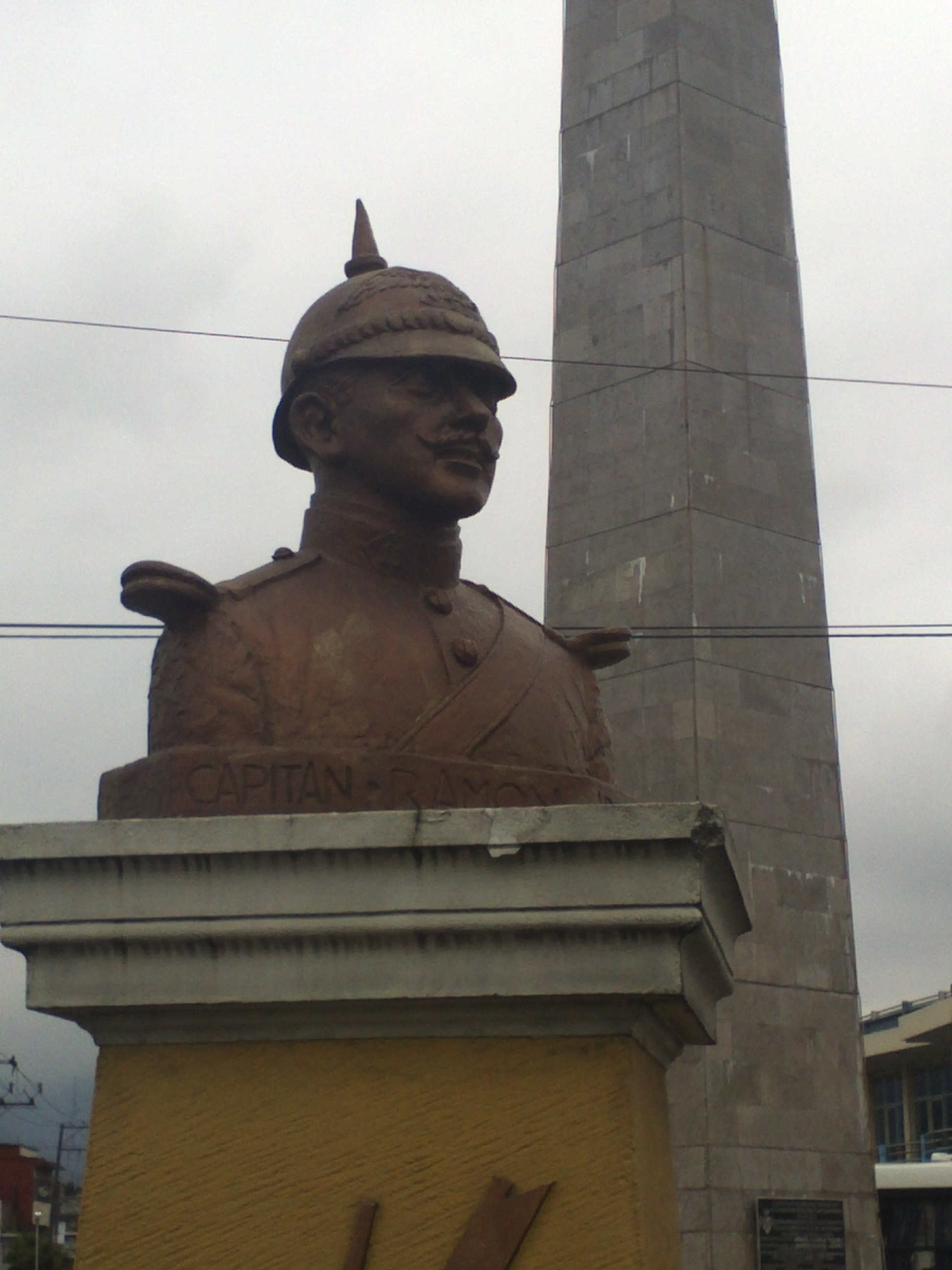
Monumento a Ramón Arnaud en Orizaba.

A su regreso de Japón, el gobierno Porfirista lo designó encargado de la guarnición militar de la Isla de Clipperton (también llamada Isla de la Pasión) por lo que protestó, ya que pensaba que esto significaría el destierro de México. Francia reclamaba la soberanía de dicha isla. El coronel Ávalos lo convenció al decirle que Porfirio Díaz personalmente lo había escogido a él para hacer respetar los intereses y prestigio de México en el conflicto Internacional con Francia, y que sabiendo que él hablaba perfectamente francés, español e inglés, podría aportar una buena imagen del Gobierno mexicano, por lo que finalmente acepta el puesto y llega a la Isla de la Pasión con el título de Gobernador en 1906. 
En 1908, regresó a Orizaba, para pedir la mano de su esposa, Alicia Rovira, casándose el 24 de julio en el Grand Hotel de France.
Ya en 1914, los alimentos en la isla comenzaron a escasear, puesto que el barco con provisiones que salía de Acapulco, (visitando la isla regularmente) dejó de hacerlo al estallar la Revolución mexicana y la caída de Victoriano Huerta, por lo que algunos soldados decidieron escapar de la isla para regresar a México y conseguir la ayuda del Gobierno. Un barco estadounidense les llevó provisiones, además de rescatar al alemán Gustavo Schultz (representante de la compañía explotadora de guano en la isla), quien se había vuelto loco. Con la llegada del barco estadounidense, se puso al tanto al Capitán Arnaud de los problemas que afrontaba México: la Invasión de Estados Unidos a Veracruz (Ocupación estadounidense de Veracruz) y el estallido de la Primera Guerra Mundial, aconsejándole que abandonara la isla. Sin embargo, él y los demás soldados decidieron quedarse a cumplir con su deber, a pesar del olvido en que los tenía su patria.

## Muerte
En 1915, el escorbuto cobró muchas víctimas en la Isla y, en 1916, Arnaud, ya desesperado y sin comida, tras avistar un barco salió con tres soldados en una canoa para pedir ayuda. Sin embargo, no pudieron alcanzar dicha nave y su canoa se hundió cuando intentaban regresar a la isla, pereciendo ahogados sus cuatro ocupantes.